# Game Network - Raven Cup
Game Network - Raven Cup è stato il campionato nazionale di giochi di ruolo, o meglio dei  tornei di gioco di ruolo, sponsorizzato dalla casa editrice Raven Distribution e disputato dal 2004 al 2007.
Il Game Network era un organo di coordinamento (o circuito) senza fini di lucro che si proponeva di diffondere il gioco di ruolo e di collegare in un'unica classifica italiana i vari tornei di gioco di ruolo sparsi per il territorio italiano organizzati dalle associazioni ludiche che decidono di aderire al circuito stesso. È stato gestito da uno staff di persone (provenienti da tutta Italia) presenti da anni sul panorama ludico e con una notevole esperienza nel campo dei giochi di ruolo e dei relativi tornei.
Il Game Network stilava una classifica generale (suddivisa in aree geografiche) sulla base dei tornei che si svolgevano ogni anno e alla fine di ogni campionato organizzava una finale nazionale alla quale potevano accedere le migliori squadre della classifica generale. La finale era anch'essa un torneo (di alto livello sia interpretativo che qualitativo poiché organizzata da persone altamente qualificate scelte di anno in anno dallo staff) che decretava la squadra vincitrice e il singolo vincitore del campionato nazionale.
Il metodo di valutazione utilizzato nei tornei del Game Network era unico e uniforme; comprendeva Interpretazione (recitazione e attinenza al background del personaggio), Qualità di Gioco (idee e tecnica di gioco) e Avanzamento (progressione della storia). Uno dei punti fondamentali della valutazione del Campionato era la non influenza della conoscenza del regolamento del gioco in questione nel calcolo dei punteggi assegnati al giocatore, in quanto l'organizzazione riteneva che la qualità di gioco non si dimostrasse conoscendo a memoria un manuale e tutte le regole che esso contiene, ma riuscendo ad avere l'idea giusta al momento giusto, capace di salvare la situazione del gruppo, anche a costo di uscire dal personaggio.

## Storia
Il Game Network ha origine nel 1994, come circuito interregionale (basato su associazioni soprattutto emiliane e venete) che si proponeva di collegare vari tornei di giochi di ruolo con una classifica generale unitaria.
La filosofia di tale campionato era simile a quella del Game Network - Raven Cup, con varie associazioni ludiche facenti parte del circuito che organizzavano una o più tappe (cioè tornei). In seguito il campionato si è evoluto fino ad arrivare, nel 1998 all'ufficializzazione nazionale (prendendo il nome di "AD&D Network") e alla disputa della prima finale nazionale, giocata al termine del campionato dalle migliori squadre italiane. Due anni dopo (nel 2000) l'ulteriore ingrandirsi del Campionato portò all'allargamento dei possibili sistemi di gioco (non più solo Dungeons and Dragons ma anche qualsiasi altro gioco di ruolo) e alla conseguente adozione di un nuovo nome ("RPGA Network Italia").
Dal gennaio 2004, vista la sponsorizzazione offerta dalla Raven Distribution, il campionato ha riacquistato il nome originale di "Game Network" e diventando "Game Network – Raven Cup: il Campionato Nazionale di giochi di ruolo". In 10 anni lo staff del Campionato si è impegnato per migliorare il circuito e allargare il suo bacino di utenza; alcuni della vecchia guardia sono rimasti al loro posto, e nuove leve hanno rinforzato la squadra colmando i posti ogni volta che essi rimanevano vacanti.
Il Game Network nella sua prima edizione (2004/2005) ha visto partecipare, in 24 tornei (dei più diversi giochi di ruolo: Dungeons and Dragons, Vampiri: la masquerade, Ars Magica, Exalted, Star Wars e altri), un totale di 156 squadre e 729 giocatori provenienti da tutta Italia. 
Nella sua ultima edizione nel 2007 ha visto partecipare 192 squadre e 709 giocatori. 